# José Bordas Valdez

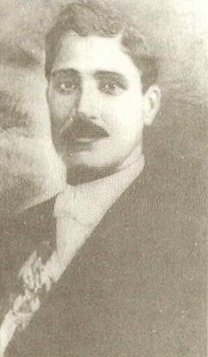

José Bordas Valdez (6 de agosto de 1874 - 12 de julho de 1968) foi um político da dominicano, presidente interino da República Dominicana, após a renúncia de Adolfo Alejandro Nouel. Ele foi também major-general e inspetor das tropas, senador e comandante de armas de Santa Cruz de Mao e depois de Dajabón, governador de Santiago de los Caballeros em 1904, de San Pedro de Macorís e San Felipe de Puerto Plata em 1907. Durante o seu governo teve que enfrentar a "Revolução da Ferrovia".